# 地蔵菩薩
地蔵菩薩（じぞうぼさつ）は、仏教の信仰対象である菩薩の一尊。釈尊が入滅してから弥勒菩薩が成仏するまでの無仏時代の衆生を救済することを釈迦から委ねられたとされる。
サンスクリット語では「クシティガルバ」（क्षितिघर्भ [Kṣitigarbha]）という。クシティは「大地」、ガルバは「子宮」の意味で、意訳して「地蔵」としており、これは「大地を包含するもの」の意である。三昧耶形は蓮華上に宝珠幢
。種字は ह （カ、ha [ハ]）𑖮。
現世の人々が生きる大地はもとより、地下の地獄において救済や利益がある菩薩として広く信仰された。
日本における民間信仰では、道祖神としての性格を持つとともに、「子供の守り神」として信じられている。日本では一般的に、親しみを込めて「お地蔵さん」「お地蔵様」と呼ばれる。

## 概要

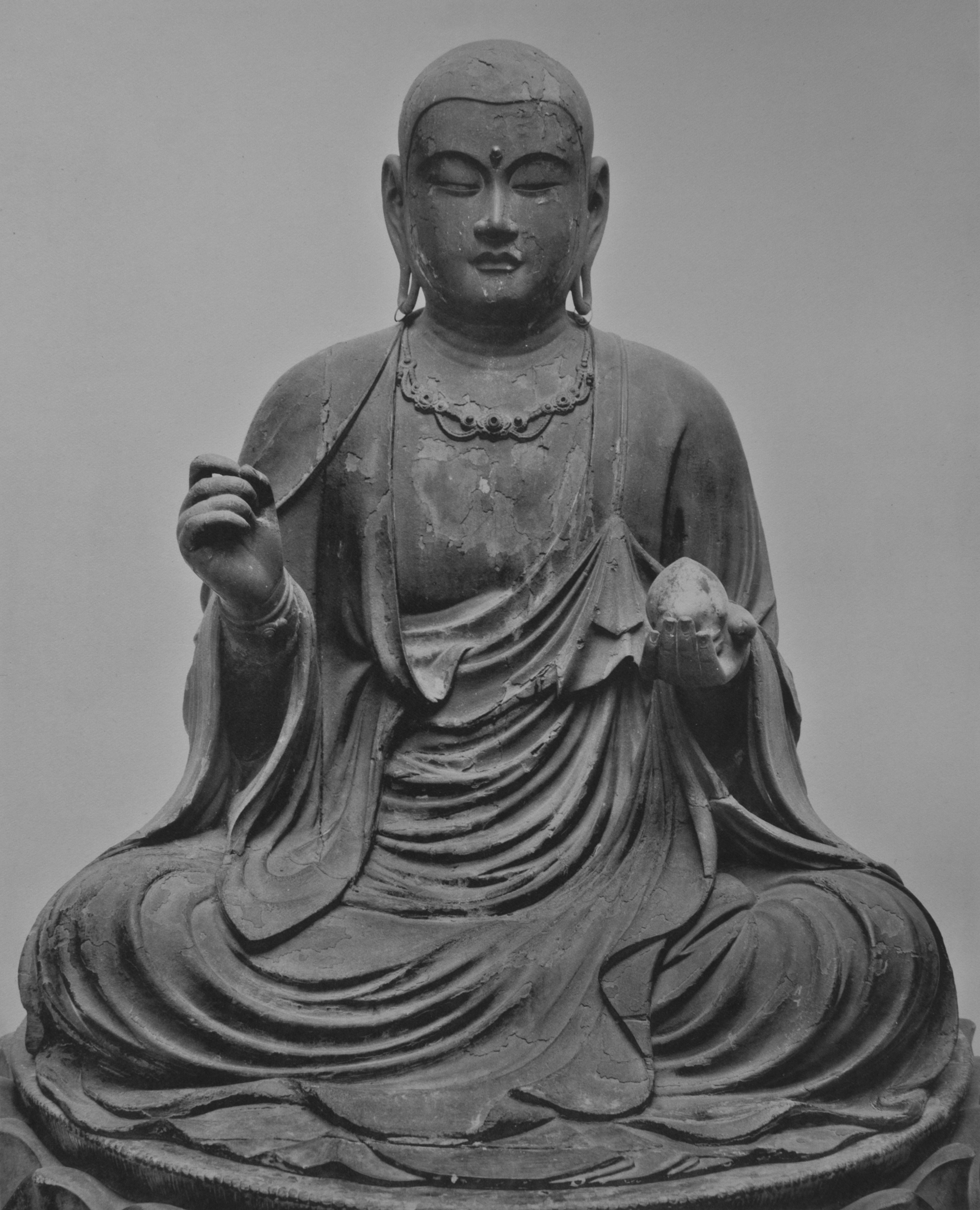
木造地蔵菩薩坐像 京都・六波羅蜜寺（鎌倉時代、伝運慶作、重要文化財）

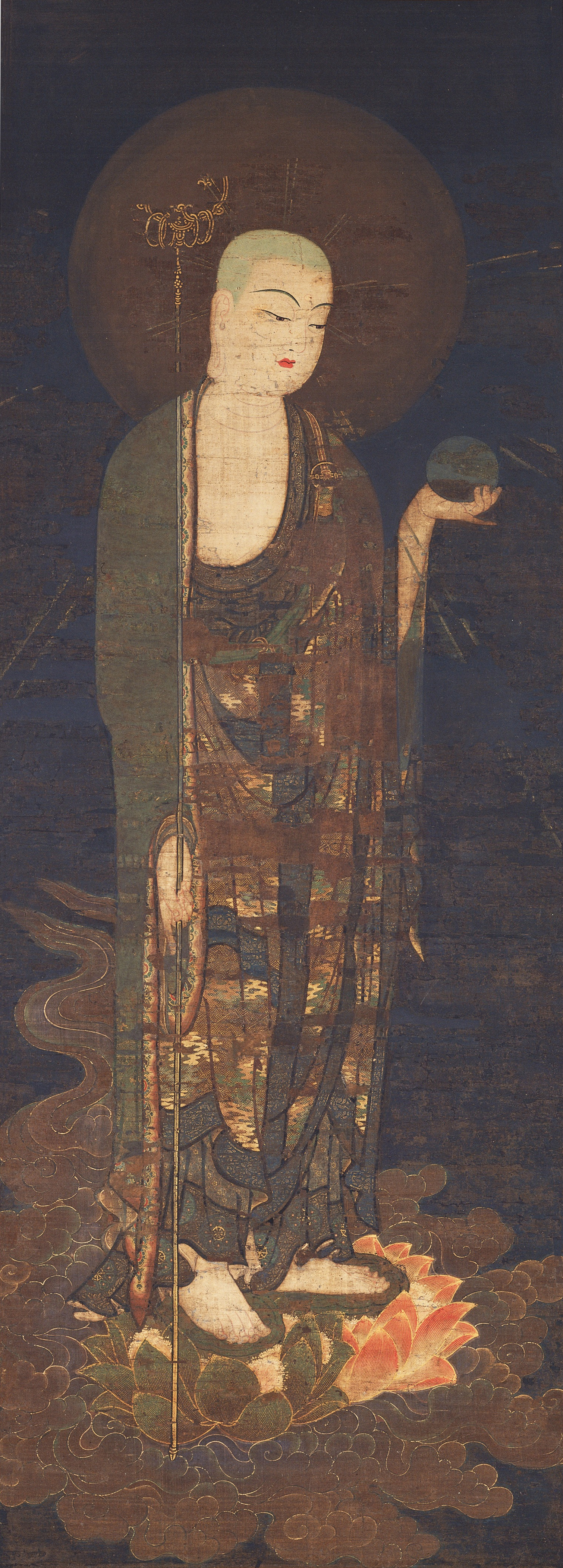
地蔵菩薩像 奈良国立博物館（鎌倉時代、重要文化財）

地蔵菩薩は、忉利天に在って釈迦仏の付属を受け、釈迦の入滅後、56億7000万年後に弥勒菩薩が出現するまでの間、現世に仏が不在となってしまうため、その間、六道すべての世界（地獄道・餓鬼道・畜生道・修羅道・人道・天道）に現れて衆生を救う菩薩であるとされる（六道能化〈ろくどうのうげ〉）。
空を象徴する虚空蔵菩薩に対して地蔵菩薩は地を表すとされる。
地蔵菩薩の起源は、インドのバラモン教の神話に登場する大地の女神プリティヴィーで、大地を守護し、財を蓄え、病を治すといった利益信仰があり、これが仏教にも取り入れられ、地蔵菩薩が成立したとされる。経典として「地蔵菩薩本願経」「大乗大集地蔵十輪経」「占察善悪業報経」が地蔵三経と呼ばれるが、「占察善悪業報経」は偽経とも言われる。

## 像容
剃髪した声聞・比丘形（僧侶の姿）で白毫があり、衲衣を身にまとう。左手に如意宝珠、右手に錫杖を持つ形をとる像が多く、手を与願印（掌をこちらに向け、下へ垂らす）や施無畏印の印相にする場合もあり、子供を抱いたり経を持つ像もある。
しかし密教では胎蔵曼荼羅地蔵院の主尊として、髪を結い上げ装身具を身に着けた通常の菩薩形に表され、右手は右胸の前で宝珠を持ち、左手は先に宝珠が付いた幢（幢を乗せた蓮華）を持つ。

## 功徳利益
『地蔵菩薩本願経』には、二十八種利益と七種利益が説かれている。
二十八種利益
- 天龍護念（天と龍が守護してくれる）
- 善果日増（善い行いの果報が日々増していく）
- 集聖上因（悟りの境地へ至る因縁が集まってくる）
- 菩提不退（悟りの境地から後退しない）
- 衣食豊足（衣服や食物に満ち足りる）
- 疾疫不臨（疫病にかからない）
- 離水火災（水難や火災を免れる）
- 無盗賊厄（盗賊による災厄に遭わない）
- 人見欽敬（人々が敬意を払って見てくれる）
- 神鬼助持（神霊が助けてくれる）
- 女転男身（女性から男性になれる）
- 為王臣女（王や大臣の令嬢になれる）
- 端正相好（端正な容貌に恵まれる）
- 多生天上（天界に生まれ変わる事が多い）
- 或為帝王（あるいは人間界に生まれ変わって帝王になる）
- 宿智命通（過去世〈宿命、しゅくみょう〉を知る智慧を持ち、過去世に通ずる）
- 有求皆従（要求があれば皆が従ってくれる）
- 眷属歓楽（眷属が喜んでくれる）
- 諸横消滅（諸々の理不尽な事が消滅していく）
- 業道永除（地獄などの悪い場所に生まれ変わらせる業道(karma-patha)が永く除かれる）
- 去処盡通（赴く場所にうまくいく）
- 夜夢安楽（睡眠中に安らかな夢を見る）
- 先亡離苦（先祖・先亡の霊が苦しみから解放される）
- 宿福受生（過去になした善行によって良い生まれを受ける）
- 諸聖讃歎（諸聖人が讃えてくれる）
- 聰明利根（聡明で利発になる）
- 饒慈愍心（慈悲の心に溢れる）
- 畢竟成佛（必ず仏に成る）

七種利益
- 速超聖地（さらにすぐれた境地へ速やかに進める）
- 悪業消滅（悪いカルマが消滅する）
- 諸佛護臨（諸々の仏が護ってくれる）
- 菩提不退（悟りの境地から後退しない）
- 増長本力（本来持っていた能力が増幅される）
- 宿命皆通（過去世の全てに通ずる）
- 畢竟成佛（必ず仏に成る）

## 真言
オン・カカカ・ビサンマエイ・ソワカ （Oṃ ha ha ha vismaye svāhā）
邦訳すれば『オーン、ha・ha・ha（地蔵菩薩の種子を3回唱える）、希有なる御方よ、スヴァーハー』となる。

## 信仰

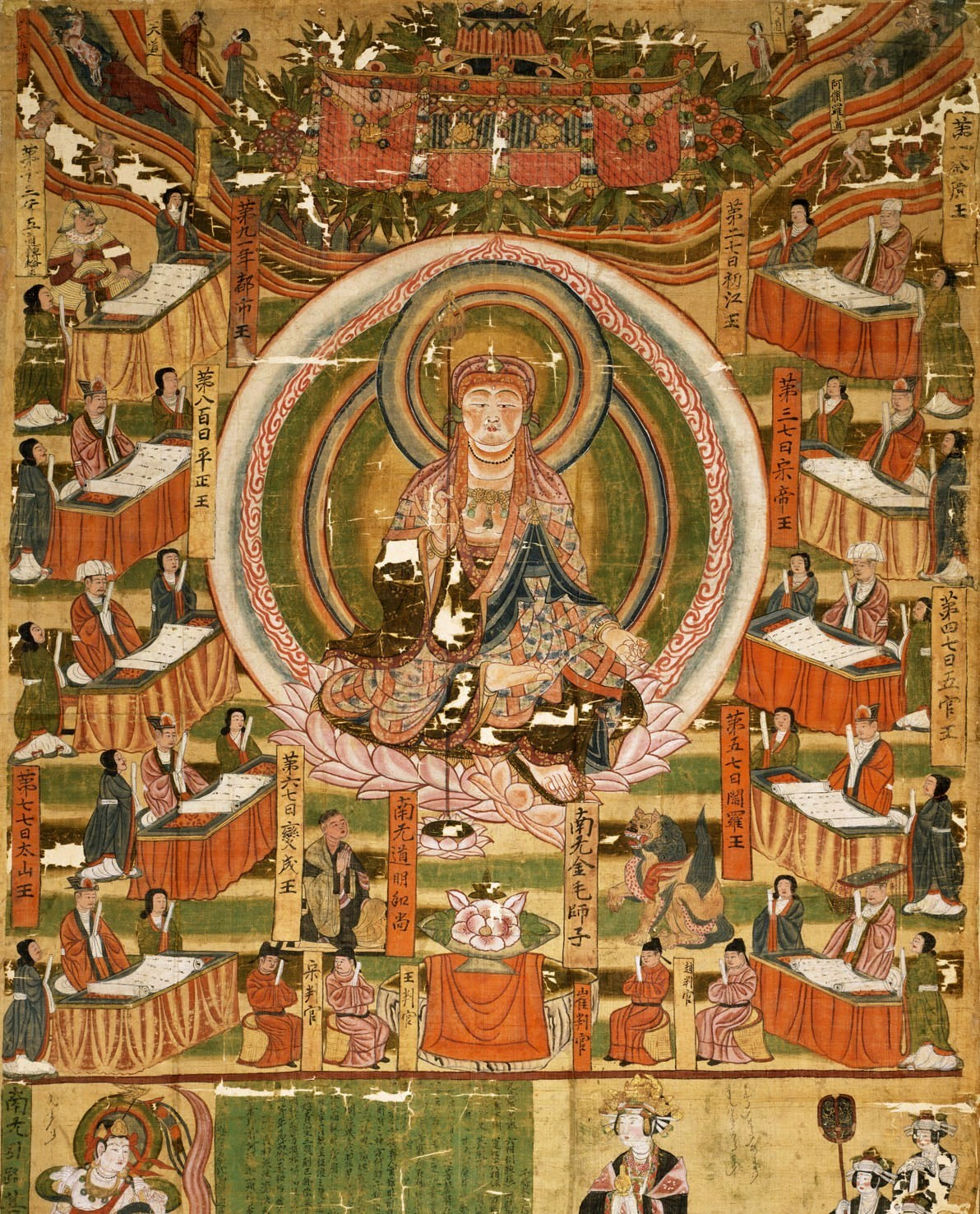
地蔵十王図 パリ・ギメ美術館 敦煌将来（10世紀）

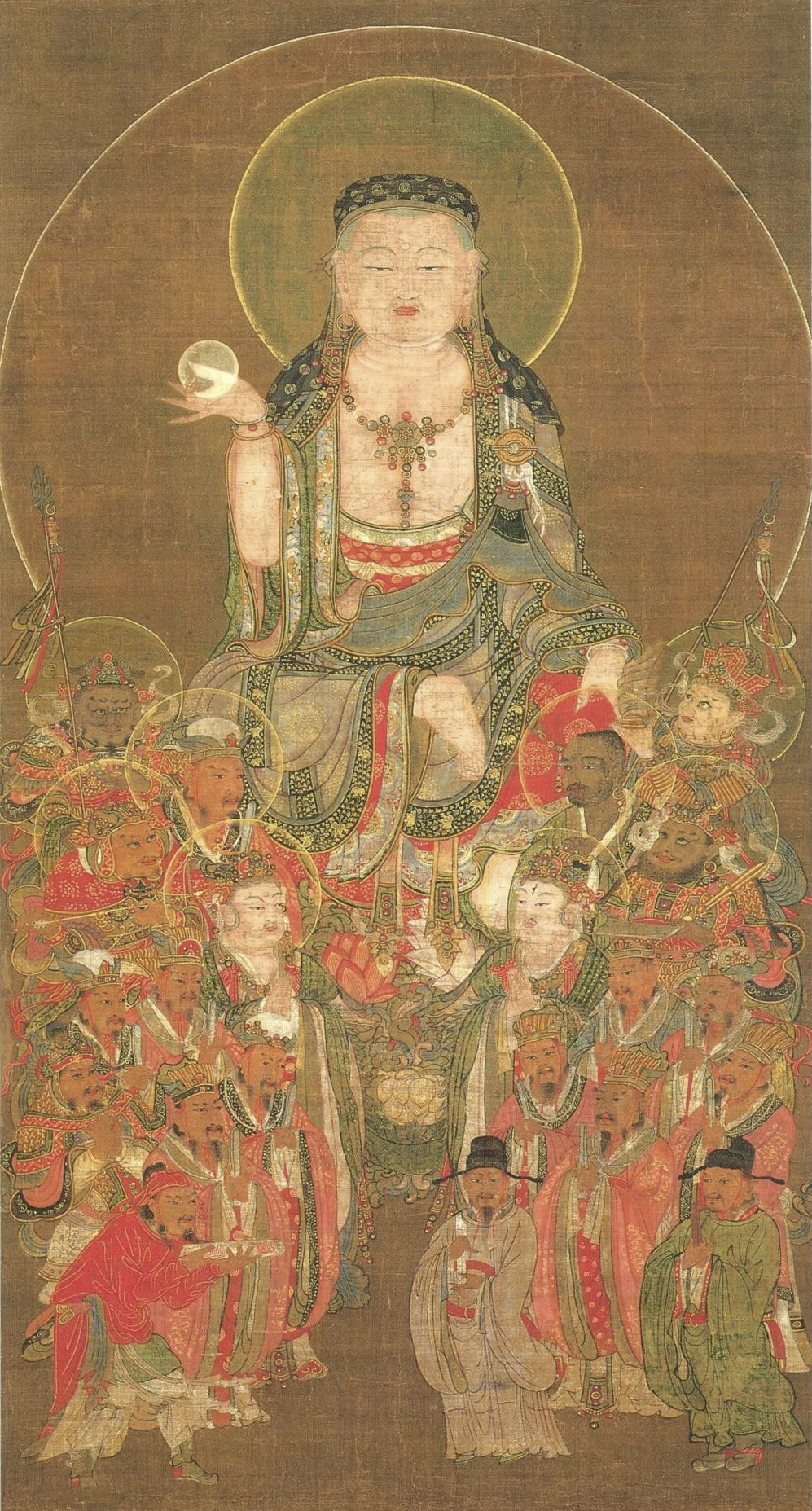
地蔵十王図 静嘉堂文庫（高麗時代）

### 中国における地蔵信仰
偽経とされる『仏説閻羅王授記四衆逆修生七往生浄土経』（預修十王生七経）に基いた「十王経図巻」において地蔵菩薩は道教の十王と結び付けられ、地蔵菩薩は閻魔と同一の存在と考えられた。中国においては地藏王菩薩とも呼ばれた。
日本の神奈川県横浜市中区にも、死者の永眠を祀る地藏王廟（中華義荘）が華僑によって建立されている。
また、明代の小説である『西遊記』でも、冥界を司る地藏王菩薩が孫悟空（斉天大聖）の暴れっぷりを地獄から天の玉皇大帝に上奏する場面が描かれている。
地藏王菩薩の聖地は、安徽省にある九華山である。これは、新羅の地蔵という僧（696年 - 794年、俗名金喬覚）が、この地にある化城寺に住したことに因むものである。齢99で入滅した地蔵は、3年たってもその顔貌が生前と全く変わることがなかったことから、地蔵は地藏菩薩の化身と信じられたのである。その故事によって、文殊菩薩の五台山、普賢菩薩の峨眉山、観音菩薩の普陀山と並ぶ中国仏教の聖地（中国四大仏教名山）として、今日まで信仰を集めている。

### 日本における地蔵信仰
日本においては、平安時代以降、浄土信仰の高まりと共に地獄における救済者として信仰された。特に11世紀に『地蔵菩薩霊験記』が編纂されて以降は、浄土に往生出来ない者は必ず地獄へ落ちると考えられる様になり、地獄で苦しみを代わりに受けてくれる「地蔵代受苦」の信仰が強まることとなった。
人々の苦難を身代わりとなり受け救う、代受苦の菩薩とされた他、際立って子供の守護尊とされた。
賽の河原で、獄卒に責められる子供を、地蔵菩薩が守る姿は、仏教歌謡「西院の河原地蔵和讃」を通じて広く知られるようになり、子供の守護者としての地蔵信仰を集めた。関西では地蔵盆は子供中心の祭である。
平安末期から中世にかけて民間信仰として普及されるようになった。現在、何々地蔵と呼ばれる名称は100以上にも及び、その信仰内容が極めて多様なことが分かる。とげぬき地蔵、いぼ取り地蔵、夜泣き地蔵、子育て地蔵、子安地蔵、乳貰い地蔵、親子地蔵、腹帯地蔵、雨降地蔵、雨止み地蔵、お初地蔵、延命地蔵、目疾地蔵などがその例である。そして、田植地蔵、しばられ地蔵、言うな地蔵（横向き地蔵）、笠地蔵といった様々な伝承も残されている。
また、自性院（猫寺）の猫地蔵や、恐山菩提寺の英霊地蔵のように、供養のため作られた種々の地蔵も存在する。

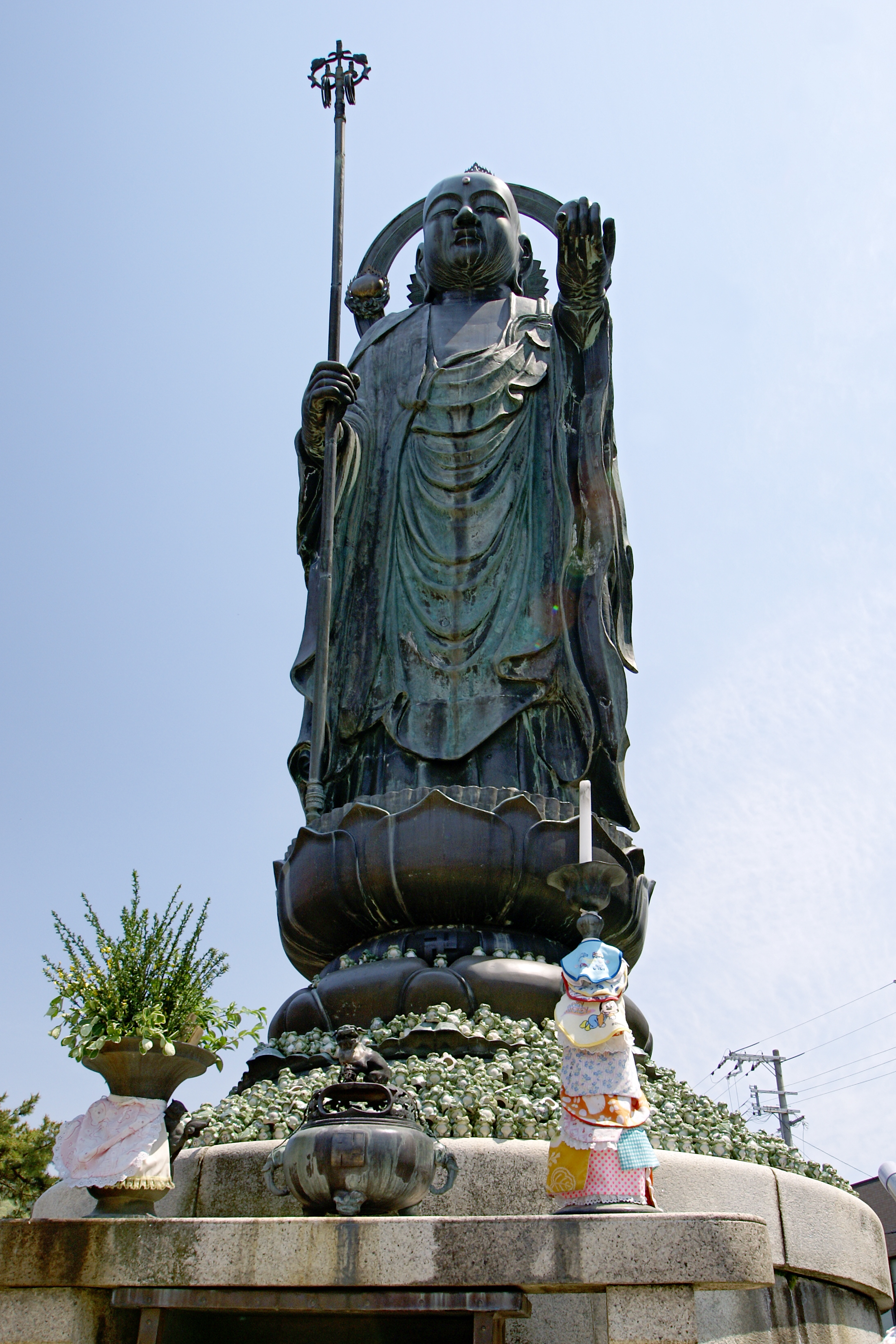
木之本地蔵院の地蔵菩薩大銅像
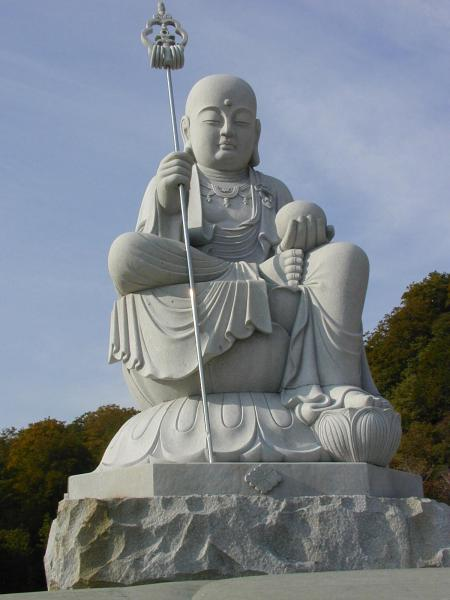
地蔵菩薩石像（青森県恐山）
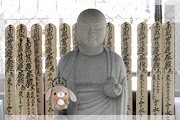
水子供養地蔵尊（千葉県市川市大野町本光寺）
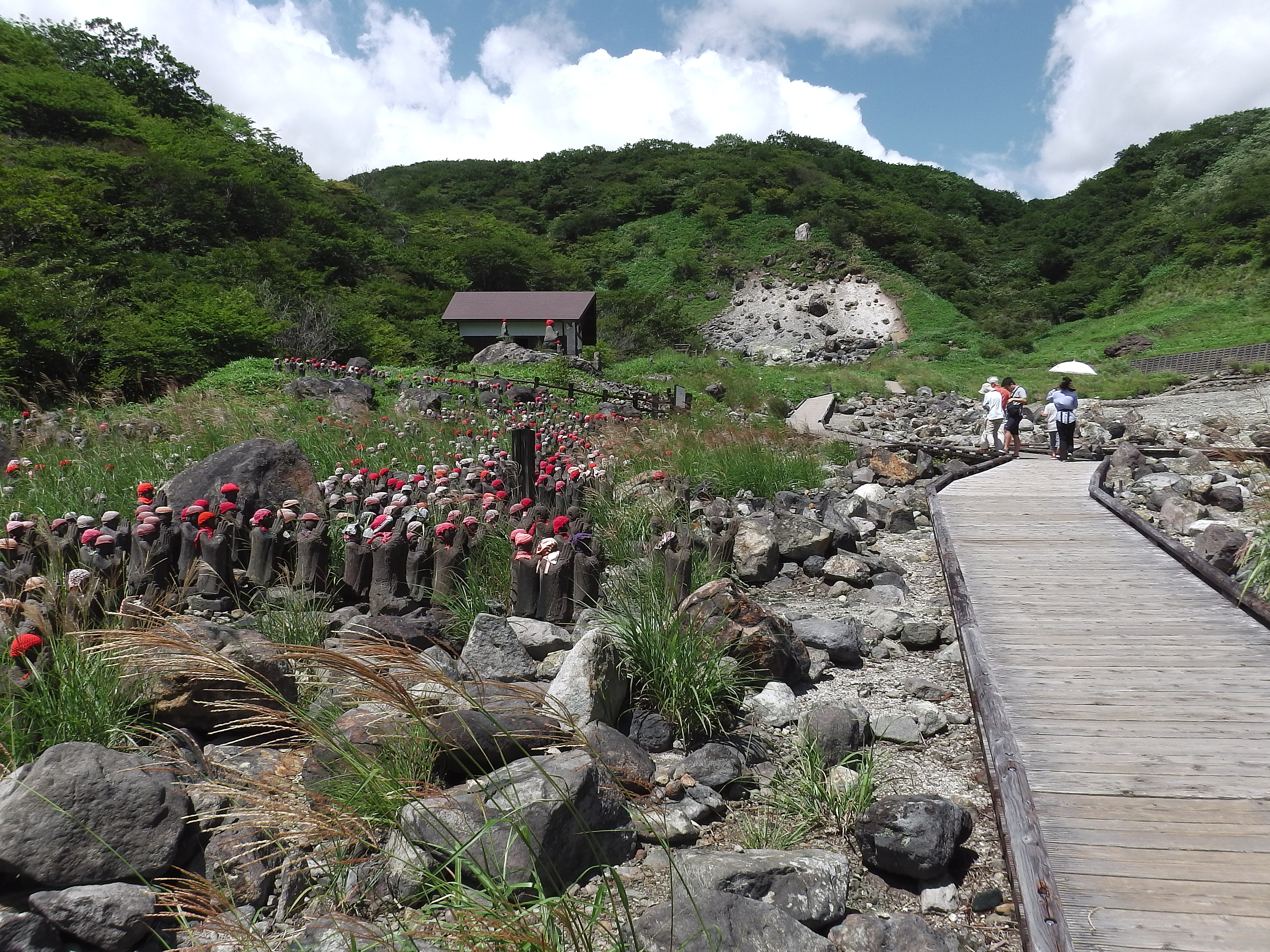
殺生石の千体地蔵（栃木県那須町）
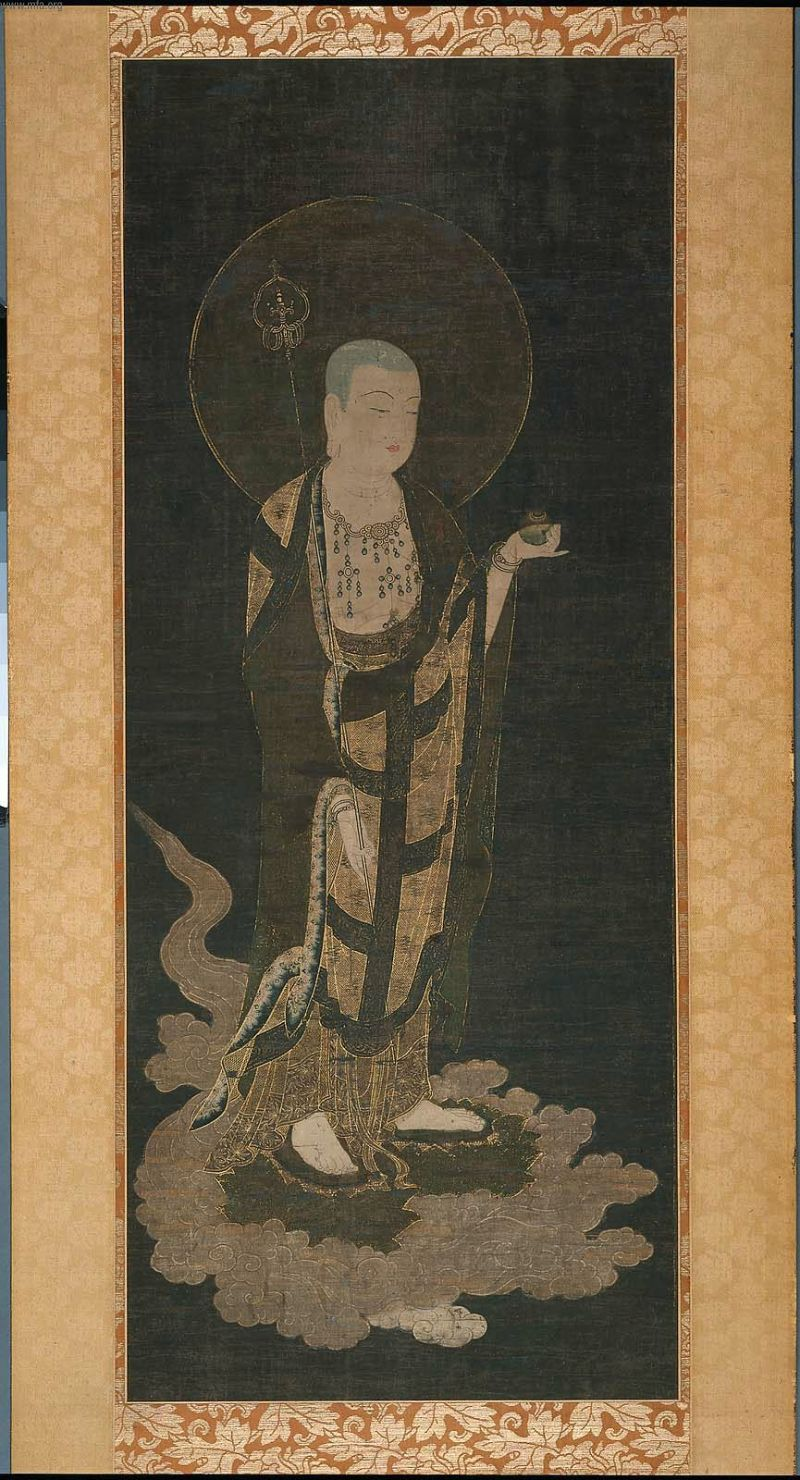
地蔵菩薩来迎図（南北朝時代、ボストン美術館所蔵）
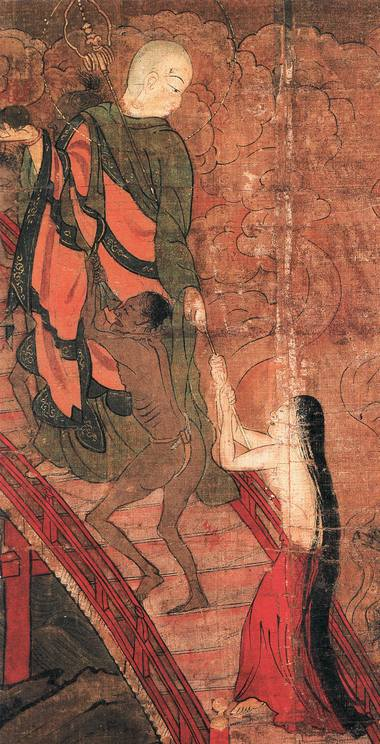
土佐光信画『十王図』。地獄から亡者を救い出す地蔵菩薩。
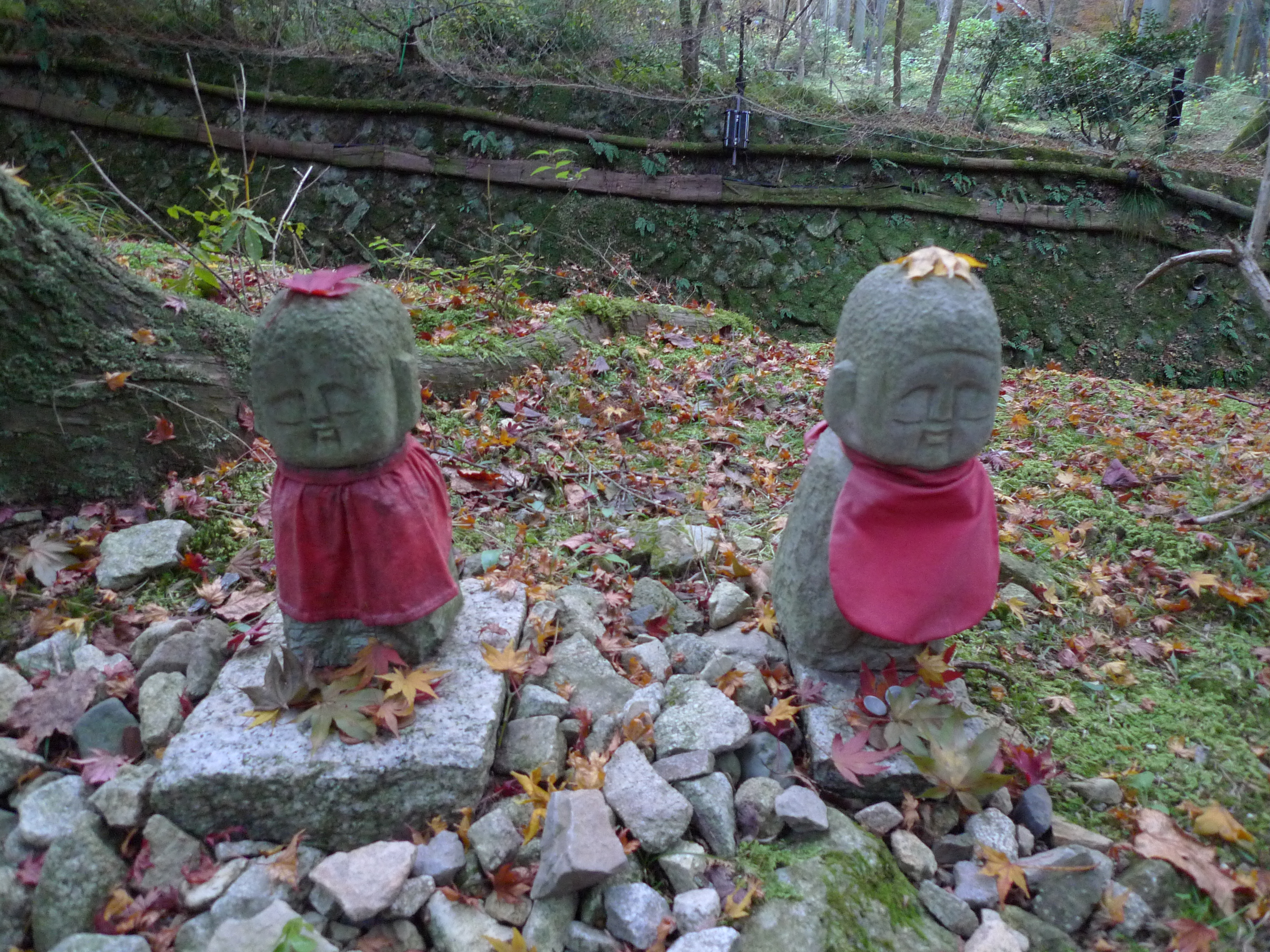
三千院内にある杉村孝 作「おさな地蔵」
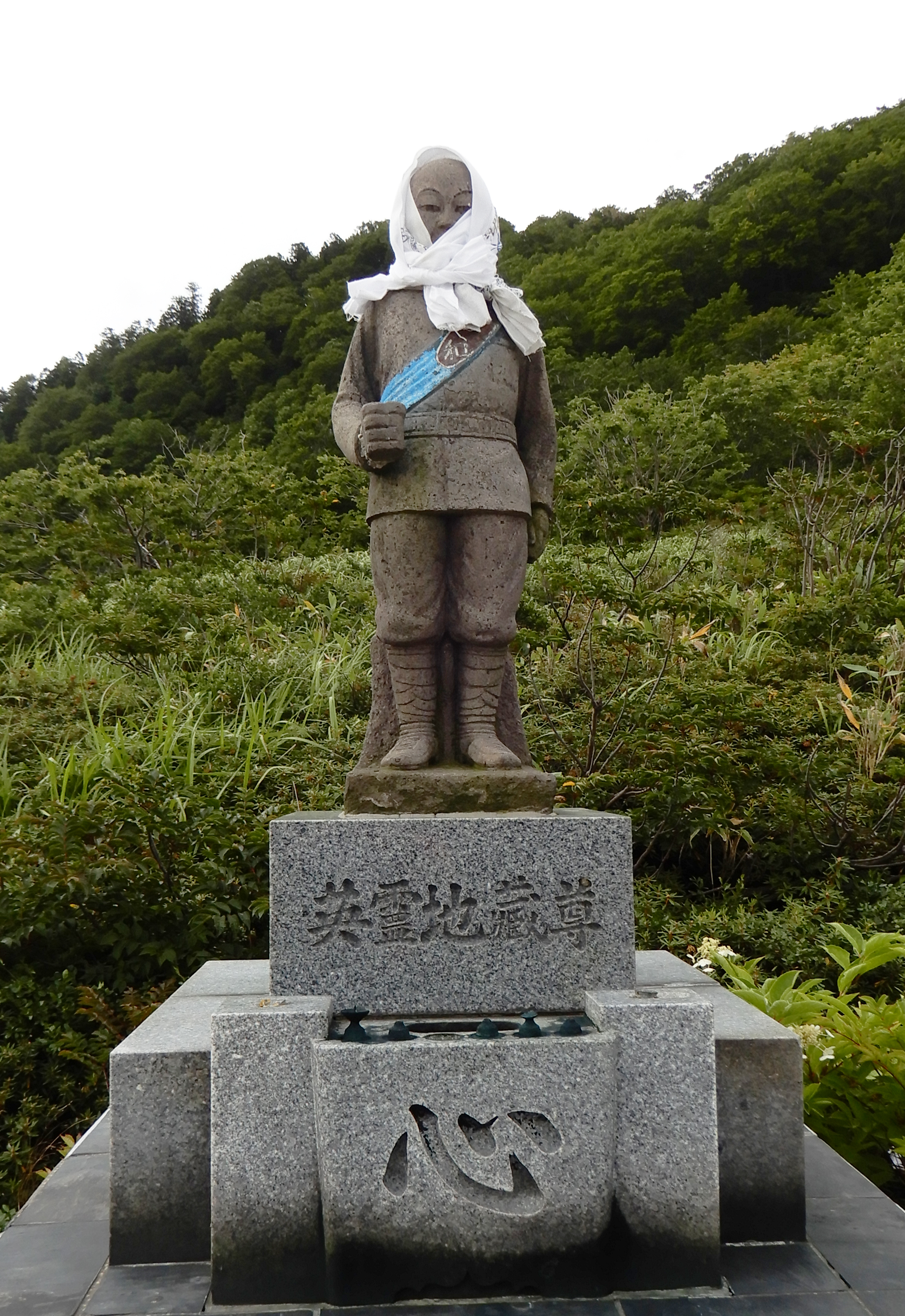
戦没者の供養のための英霊地蔵（恐山菩提寺）
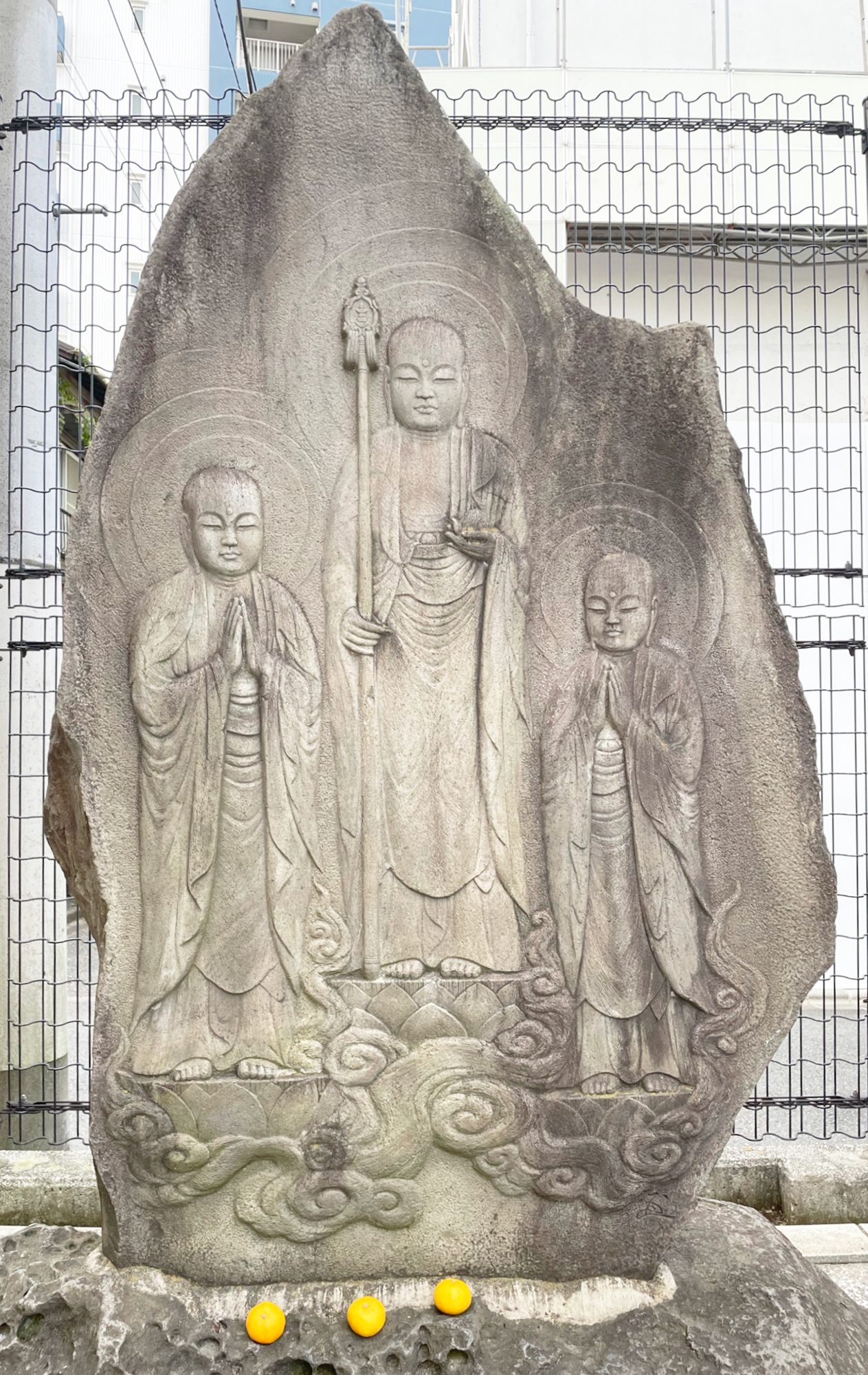
供養のための地蔵レリーフ（杉山公園）
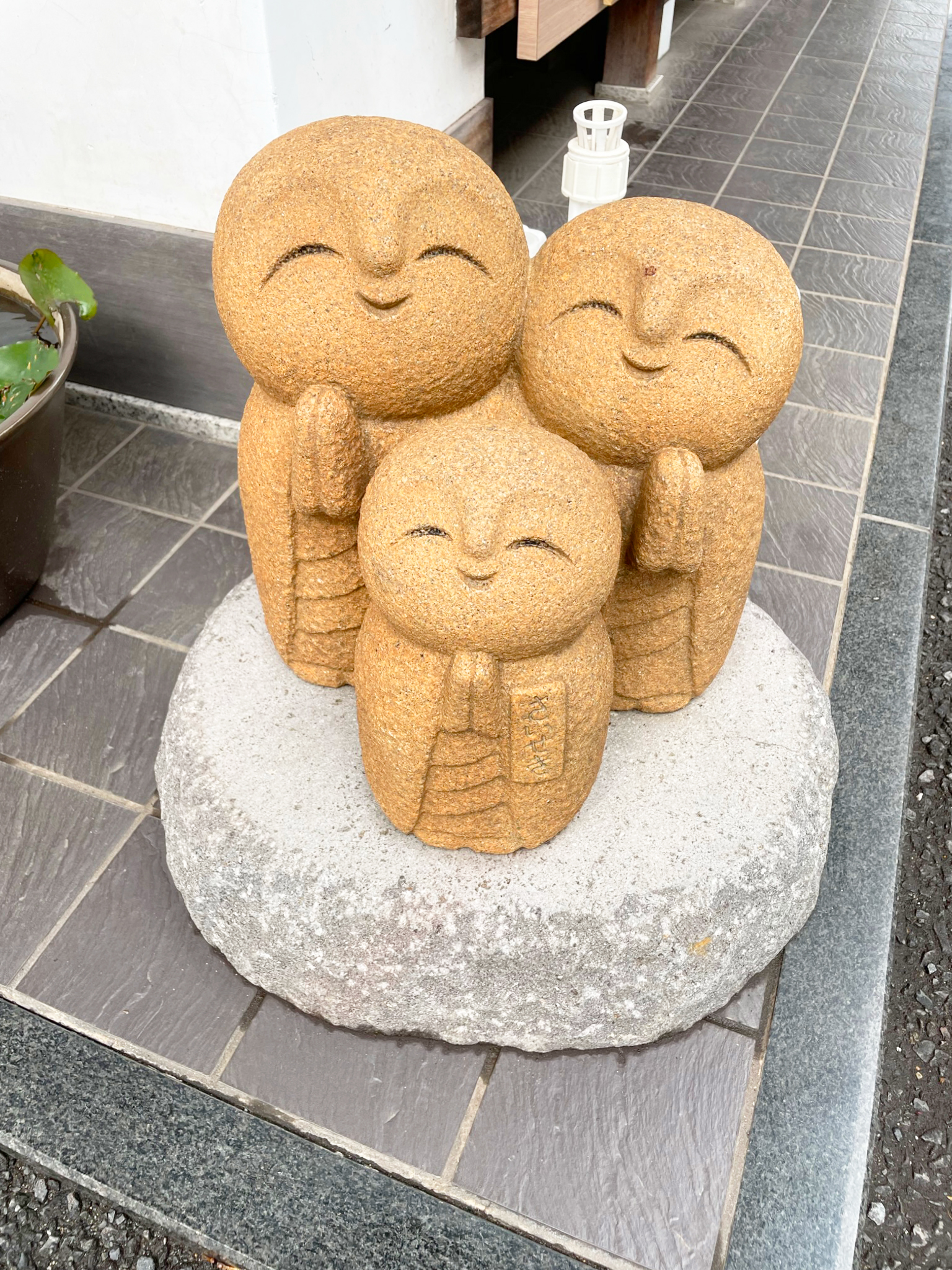
現代的な「石んこ地蔵」
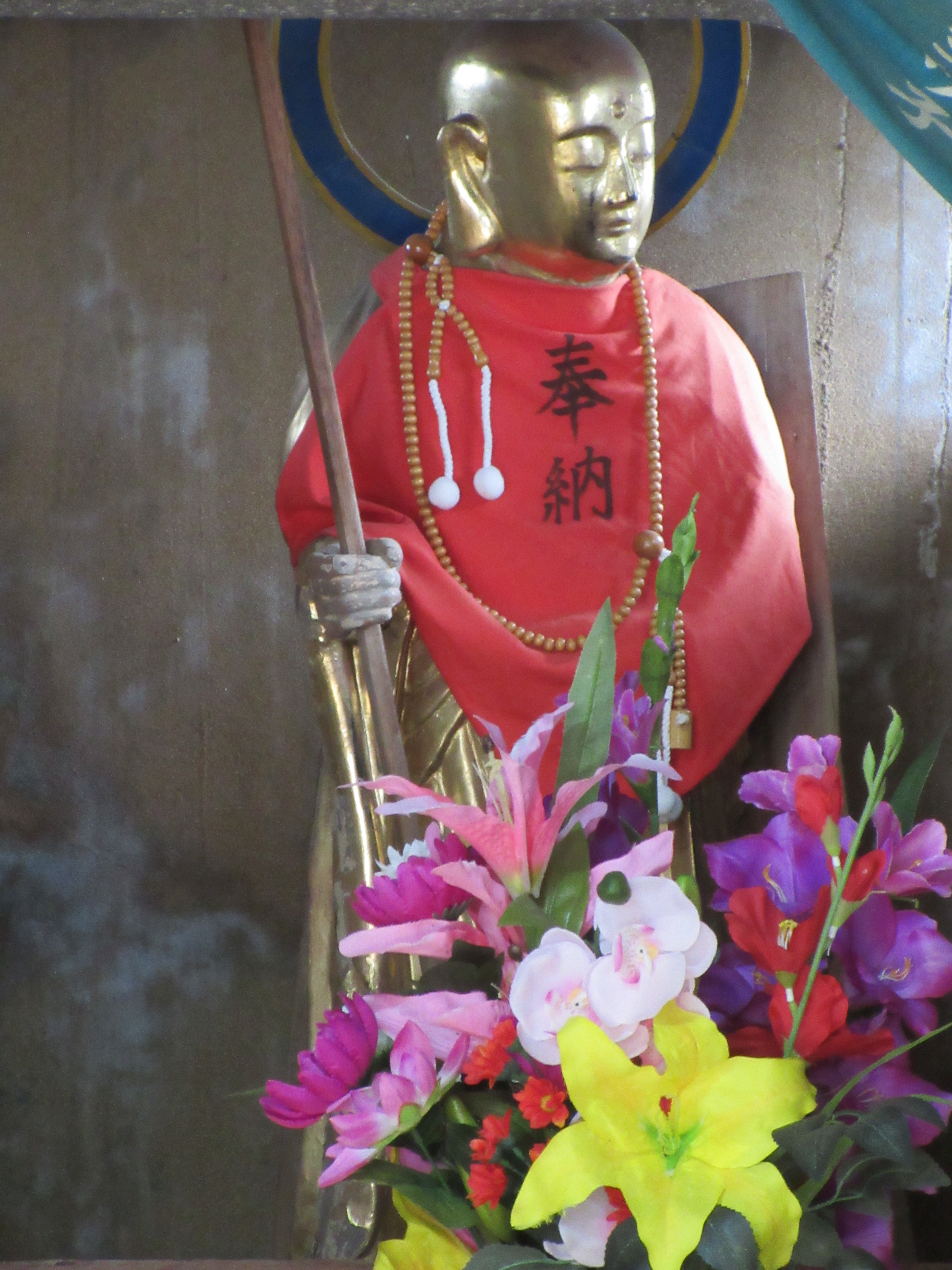
長崎市の横向き地蔵

## 六地蔵

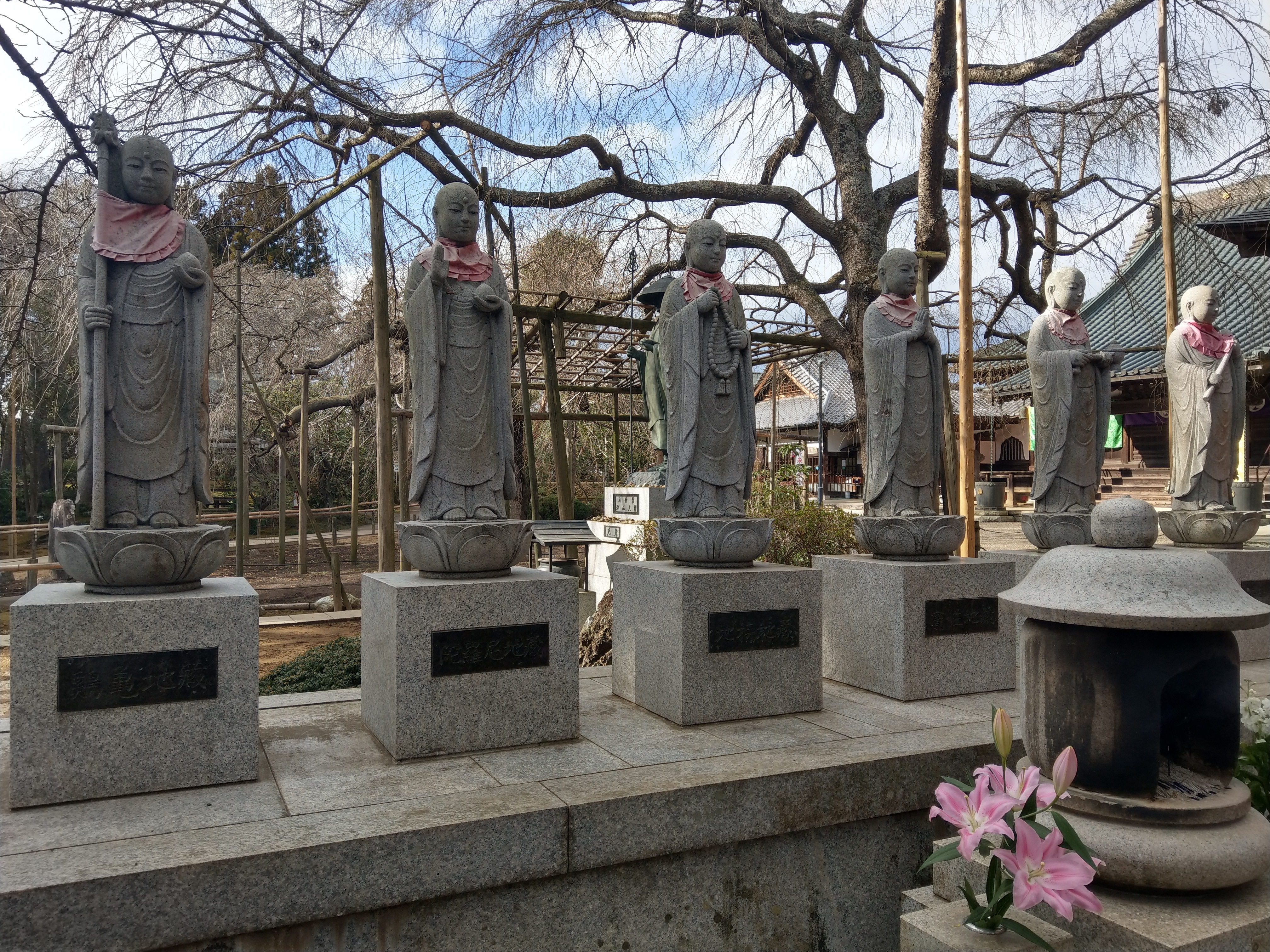
六地蔵尊(茨城県水戸市六反田町)

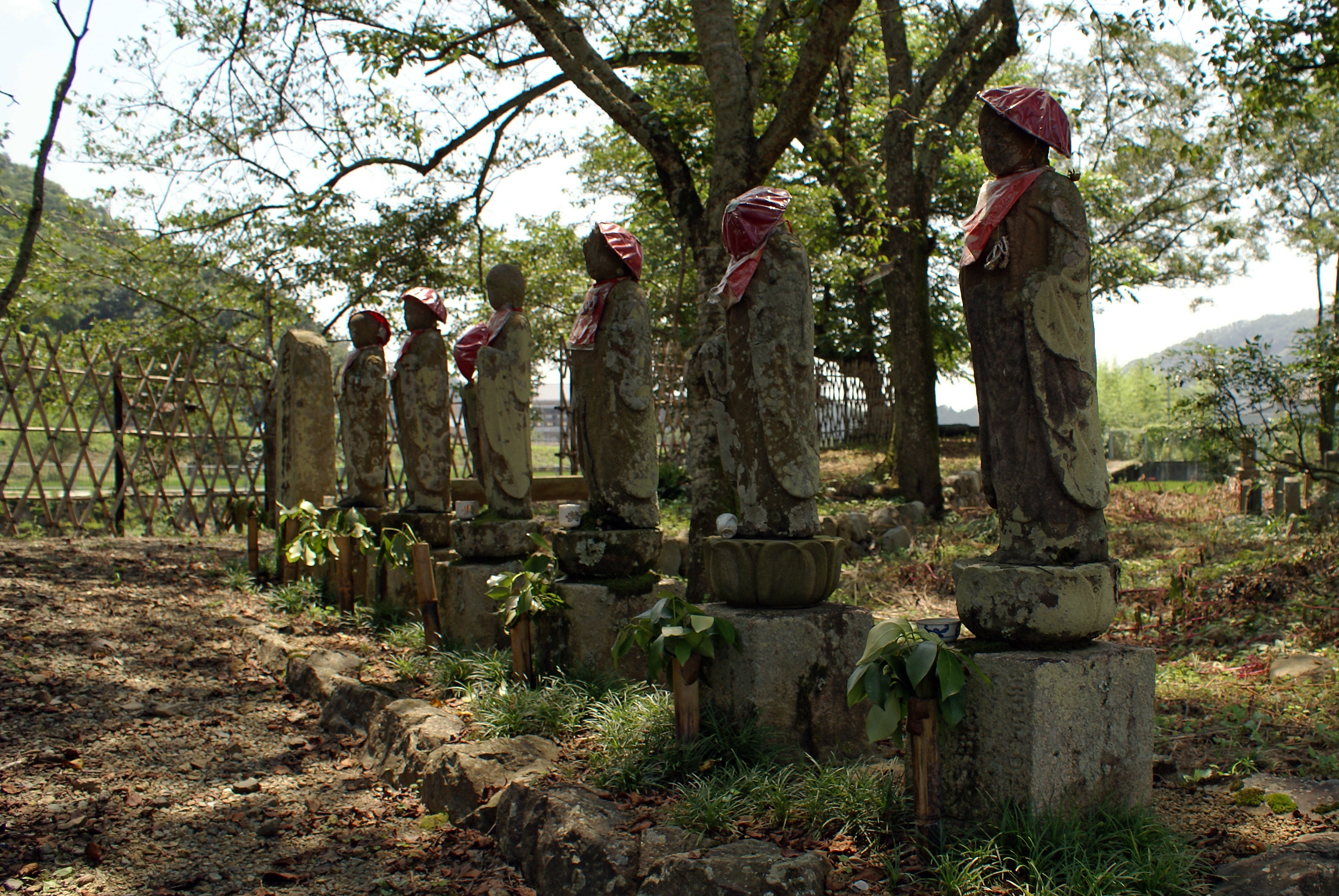
金倉の六地蔵（平福）

日本では、地蔵菩薩の像を6体並べて祀った六地蔵像が各地で見られる。これは、仏教の六道輪廻の思想（全ての生命は6つの世界に生まれ変わりを繰り返すとする）に基づき、六道の衆生を6種の地蔵が救うとする説から生まれたものである。『地蔵本願教』によれば、あの世とこの世の境である六道の入口に地蔵が立ち衆生を教化すると考えられた。六地蔵の個々の名称や姿には異説が多い。『覚禅鈔』では地獄道、餓鬼道、畜生道、修羅道、人道、天道の順に大定智悲地蔵、大徳清浄地蔵、大光明地蔵、清浄無垢地蔵、大清浄地蔵、大堅固地蔵と呼ばれるが、檀陀（だんだ）地蔵、宝珠地蔵、宝印地蔵、持地地蔵、除蓋障（じょがいしょう）地蔵、日光地蔵と称する場合や、それぞれ金剛願地蔵、金剛宝地蔵、金剛悲地蔵、金剛幢地蔵、放光王地蔵、預天賀地蔵と称する場合（『仏説地蔵菩薩発心因縁十王経』）もあり、文献によっては以上のいずれとも異なる名称を挙げているものもある。像容は合掌のほか、蓮華、錫杖、香炉、幢、数珠、宝珠、花籠、月輪、輪宝などを持物とする。
六地蔵像は墓地に祀られることが多い。中尊寺金色堂には、藤原清衡・基衡・秀衡の遺骸を納めた3つの仏壇のそれぞれに6体の地蔵像が安置されているが、各像の姿はほとんど同一である。

## 勝軍地蔵
兜と鎧を身に着けて、右手に錫杖、左手に如意宝珠を持ち、馬に乗った姿で表される。勝軍地蔵を念ずれば戦に勝利するとされ、武家の信仰を集めた。また過去世に犯した罪の報いをまぬがれたり、飢饉を防ぐともされた。
愛宕権現の本地仏であり、大宝年間、役小角が白山修験の開祖とされる泰澄と山城国愛宕山に登ったとき、龍樹菩薩、富楼那尊者、毘沙門天、愛染明王を伴い大雷鳴とともに地蔵菩薩が現れたという伝承が残る。また、日羅上人を勝軍地蔵と同一視する場合もあり、さらに『元亨釈書』には清水寺の延鎮が勝軍地蔵と勝敵毘沙門天の両尊に坂上田村麻呂の戦勝祈願を行ったことが記されている。
民俗学者・柳田國男は勝軍地蔵の「勝軍」はシャグジ（石神、塞神〈道祖神〉）の転訛であり、勝軍地蔵は地蔵菩薩の道祖神的な性格に由来すると唱えた。さらに、歴史学者・黒田智はこれに加えて『源平盛衰記』に地蔵菩薩や陰陽道の大将軍や平安遷都の際に築かれた将軍塚が王城の境界を鎮護する役割を果たしているという内容が書かれていることから、これらの「将軍」の名が「勝軍」と結び付き勝軍地蔵誕生の由来の一つとなったと考察している。

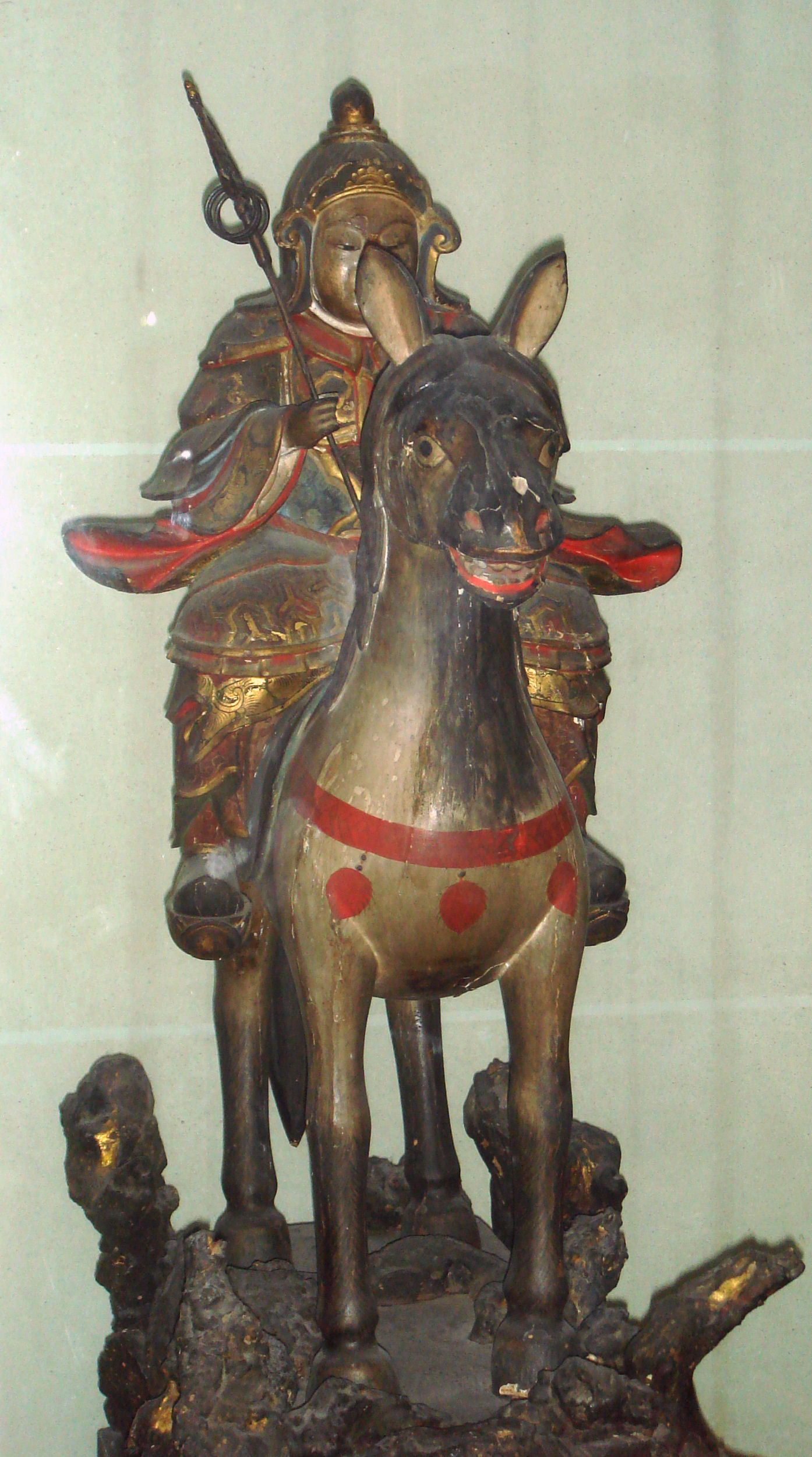
勝軍地蔵（ギメ東洋美術館）
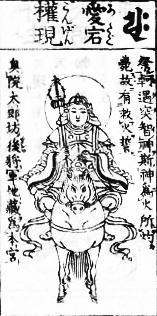
仏像図彙（1783年）

## 鬼門地蔵
『中日新聞』（2020年）によれば、愛知県半田市亀崎地区には「鬼門地蔵」と称する地蔵がある。個人宅の鬼門方向に祀られ、2003年の調査では、同地区で約70体が確認されている。史料はなく、由緒は不明という。

## 法蔵地蔵尊

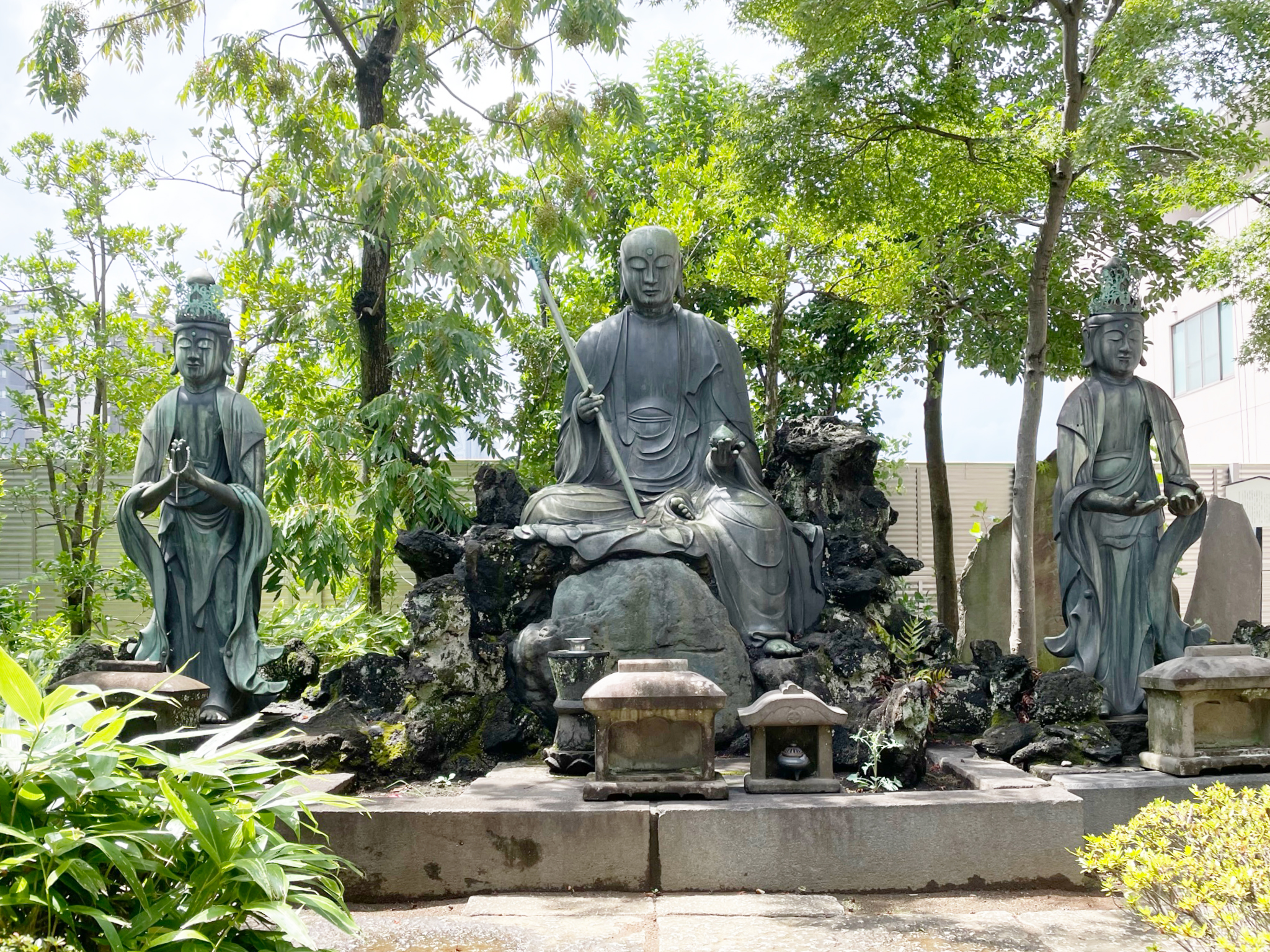
東京・伝通院（2023年撮影）

東京・小石川の伝通院の正門を入って境内左側にある銅像の仏。中央の本尊は「法蔵地蔵尊」で、脇待は向って右が観世音菩薩、左が勢至菩薩である。このような組み合わせの三尊は異例。法蔵菩薩から仏となった阿弥陀如来が、あえて、大衆信仰の親しみやすい地蔵の姿をもって出現したもの。

## 地蔵菩薩に関する伝承

### 古代インド王の転生
『地蔵菩薩本願経』によると、昔、インドに大変慈悲深い2人の王がいた。一人は自らが仏となってから人を救おうと考え、一切智成就如来という仏になった。だが、もう一人の王は先に人を悟りの境地に渡してから自らも悟ろうと考えた。それが地蔵菩薩である。

### 道祖神との関係

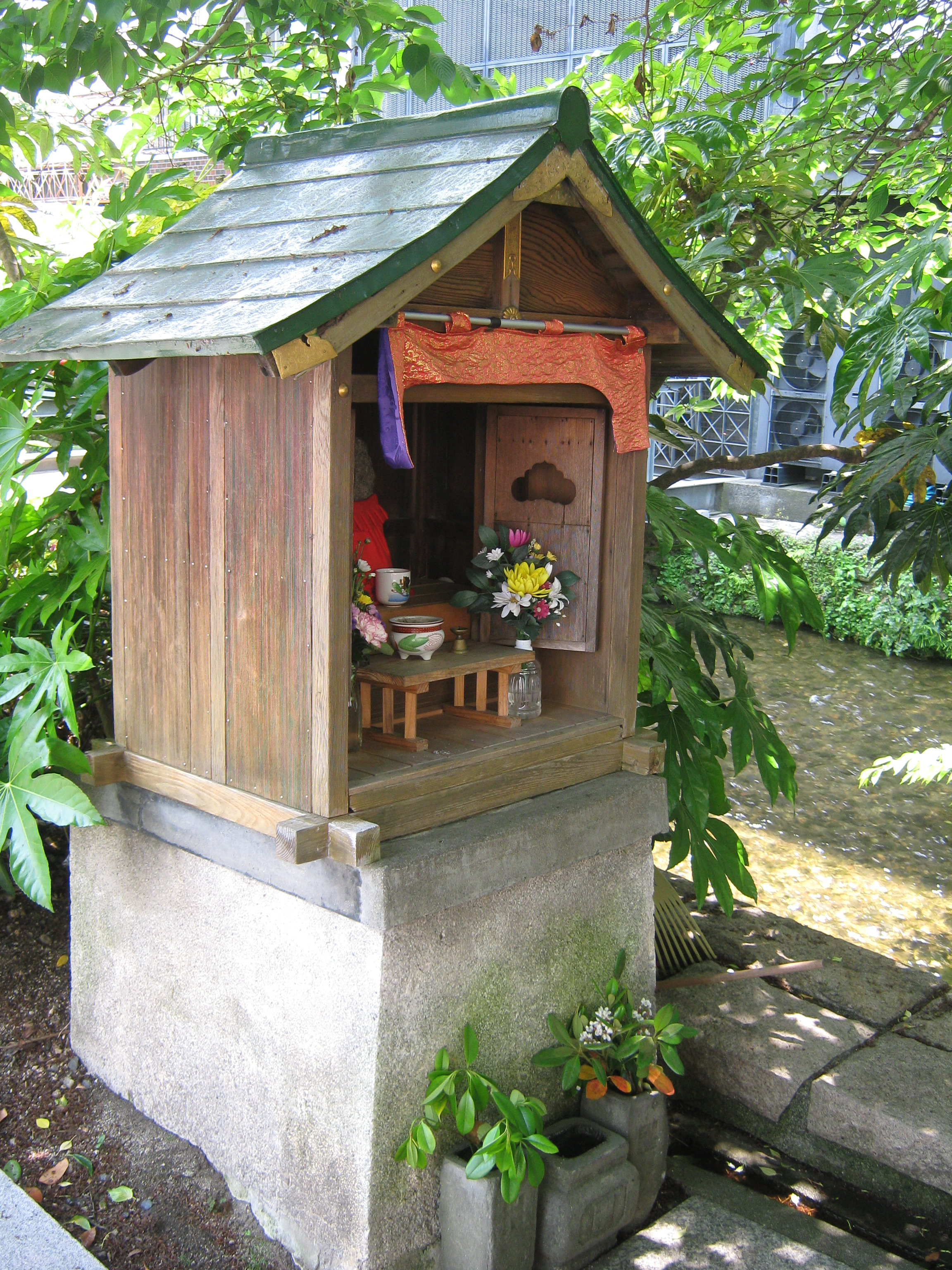
なすあり地蔵菩薩。1954年（昭和29年）水道工事の際、白川の川底から掘り出された。以降この地に祀られている。京都市東山区白川北通。

先に述べた「六地蔵」とは六道それぞれを守護する立場の地蔵尊であり、他界への旅立ちの場である墓地に建てられた。また、境界神的な性格から道祖神信仰と結び付き、村の入り口に地蔵が建てられることもあった。先述の通り勝軍地蔵も道祖神との習合により生まれた尊格といわれる。

## 垂迹神・化身
神仏習合のもとで地蔵菩薩の垂迹とされる神としては、先述の勝軍地蔵を本地とする愛宕神や春日大社の天児屋根命がおり、閻魔大王の本地も地蔵菩薩とされる。

## 地蔵菩薩を祀る寺院の例
- 法隆寺（奈良県斑鳩町） - 平安時代前期（大御輪寺旧蔵）
- 岩水寺（静岡県浜松市） - 鎌倉時代、裸形系着装像
- 木之本地蔵院（浄信寺、滋賀県長浜市） - 日本三大地蔵尊、鎌倉時代
- 広隆寺（京都府京都市） - 平安時代（埋木地蔵）
- 六波羅蜜寺（京都府京都市） - 鎌倉時代、運慶作（推定）
- 六波羅蜜寺（京都府京都市） - 平安時代（鬘掛地蔵）
- 浄瑠璃寺（京都府木津川市） - 平安時代
- 帯解寺（奈良県奈良市） - 鎌倉時代（帯解子安地蔵）
- 東大寺（奈良県奈良市） - 鎌倉時代、公慶堂安置、快慶作
- 東大寺（奈良県奈良市） - 鎌倉時代、念仏堂安置、康清作
- 福智院（奈良県奈良市） - 鎌倉時代、地蔵菩薩を本尊とする
- 伝香寺（奈良県奈良市） - 鎌倉時代（法服地蔵）
- 室生寺（奈良県宇陀市） - 平安時代（五尊像の一つとして）
- 宝戒寺（神奈川県鎌倉市） - 仏師憲円の作
- 善願寺（京都府京都市） - 平安時代（腹帯地蔵）
- 菩提寺（青森県むつ市） - 恐山の中核をなす寺院、地蔵菩薩を本尊とする
- 牛久成田山真浄寺（茨城県牛久市） - 水子を守護する水子地蔵尊
- 高岩寺（東京都豊島区） - 巣鴨とげぬき地蔵尊
- 建長寺（神奈川県鎌倉市） - 地蔵菩薩を本尊とする
- 誓安寺（岐阜県岐阜市） - 弥八地蔵
- 壬生寺（京都府京都市） - 地蔵菩薩を本尊とする
- 朝田寺（三重県松阪市） - 平安時代作の地蔵菩薩を本尊とする
- 宝珠寺（和歌山県新宮市）- 鎌倉時代作の足の親指を上げている希な銅像の地蔵菩薩を本尊とする
- 延命寺（和歌山県東牟婁郡那智勝浦町）- 地蔵菩薩を本尊とする
- 如意寺（兵庫県神戸市）- 地蔵菩薩を本尊とする
- 本光寺（千葉県市川市大野町）- 水子供養地蔵尊、水子供養地蔵尊と命名された最初の水子地蔵
- 大雲寺（岡山県岡山市）- 日限地蔵で知られる、子宝祈願
- 生蓮寺（奈良県五條市）- 雨晴れ地蔵、雨乞い晴れ乞い
- 矢田寺（奈良県大和郡山市） - 地蔵菩薩を本尊とする
- 西念寺（長野県佐久市） - 幼児40名の供養（子育地蔵柳堂）
- 大福寺（愛媛県西条市） - 本尊は秘仏・延命地蔵三尊

## 地蔵菩薩に関連する仏典
地蔵三経
- 『地蔵菩薩本願経』
- 『大乗大集地蔵十輪経』
- 『占察善悪業報経』

密教経典（金剛乗経典）
- 『仏説地蔵菩薩陀羅尼経』

中国で成立したとされる偽経
- 『仏説閻羅王授記四衆逆修生七往生浄土経』

日本で成立したとされる偽経
- 『仏説地蔵菩薩発心因縁十王経』
- 『仏説延命地蔵菩薩経』